# Middle Island (Ontario)
Middle Island è una piccola isola disabitata all'interno del lago Erie. È il punto più meridionale del territorio canadese ed è parte del Parco Nazionale di Point Pelee. La parte più a sud dell'isola dista appena 150 metri dal confine con gli Stati Uniti.

## Descrizione
L'isola fa parte dell'arcipelago delle isole Pelee, situato nella parte occidentale del lago Erie, e fornisce un corridoio migratorio naturale per uccelli e altri animali. Middle Island ha un'estensione di 0,18 km², un'altitudine massima di 186 metri e uno sviluppo costiero di circa 2 km. È completamente ricoperta da alta vegetazione, a eccezione di una lingua di sabbia parzialmente sommersa che si protende nell'acqua per circa 350 metri in direzione ovest. 

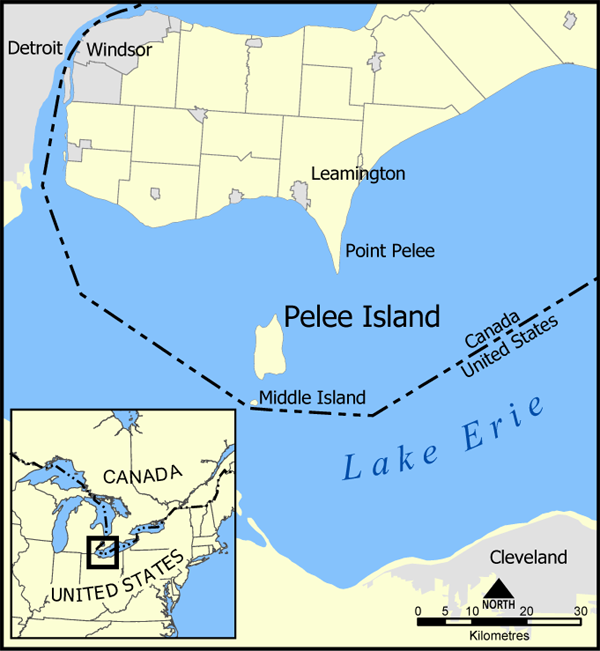
La posizione di Middle Island lungo il confine Canada-Stati Uniti.

Su Middle Island non ci sono insediamenti umani permanenti, poiché l'intera isola è un'area protetta. La specie animale più diffusa è il marangone dalla doppia cresta, ma vi nidificano anche molte altre specie di uccelli. Seppure sotto la sovranità canadese, l'isola è stata per anni di proprietà di privati statunitensi. Poi, nel 1999, venne acquistata dalla Nature Conservancy of Canada che la donò al sistema dei parchi nazionali canadesi il 6 settembre 2000. Il suo valore ecologico, storico ed estetico ha portato la contea di Essex a includerla nell'elenco delle aree sensibili dal punto di vista ambientale e storico. Sebbene faccia parte del Parco Nazionale di Point Pelee, non è ufficialmente aperta ai visitatori.
Le prove archeologiche provenienti da uno studio condotto nel 1982 suggeriscono che l'occupazione umana dell'isola risale al 1000-1500 d.C. In tempi più recenti Middle Island ha certamente conosciuto migrazioni umane, principalmente dagli Stati Uniti verso nord nel XIX° secolo, inclusi schiavi in fuga, prigionieri di guerra e disertori dell'esercito nel corso della Guerra civile americana in cerca di asilo in Canada. Nel corso degli ultimi decenni del XIX° secolo, parti di Middle Island furono utilizzate per la coltivazione dell'uva da utilizzare nella produzione del vino, come avveniva sull'isola di Pelee.
Durante il proibizionismo, l'isola era una stazione di passaggio per l'alcol in viaggio verso gli Stati Uniti. Il gangster Joe Roscoe acquistò parte dell'isola e costruì un albergo con sette camere da letto che divenne il centro dell'attività di contrabbando del rum. L'hotel offriva elettricità, caminetti e un ampio portico schermato con vista sul lago. Il seminterrato conteneva un casinò, scavato nella solida roccia. Di questo edificio restano oggi solo poche tracce.
Negli anni successivi al 1933, dopo la ratifica del ventunesimo emendamento della Costituzione degli Stati Uniti che portò all'abrogazione del Volstead Act, l'hotel attirava fino a 200 visitatori al giorno in alta stagione. La sua cucina divenne nota per le cene a base di fagiani.
Un tempo sull'isola era operativo un faro costruito nel 1872, ma caduto in disuso nel 1918. La sua torre quadrata piramidale alta 15 metri bruciò qualche tempo dopo, ma le sue fondamenta in pietra sono ancora visibili.